# Palazzo Lancellotti
Palazzo Lancellotti è un palazzo di Roma di proprietà dell'omonima famiglia. Il palazzo è situato nel Rione Ponte prospiciente sulla Via dei Coronari e sulla piazza omonima.

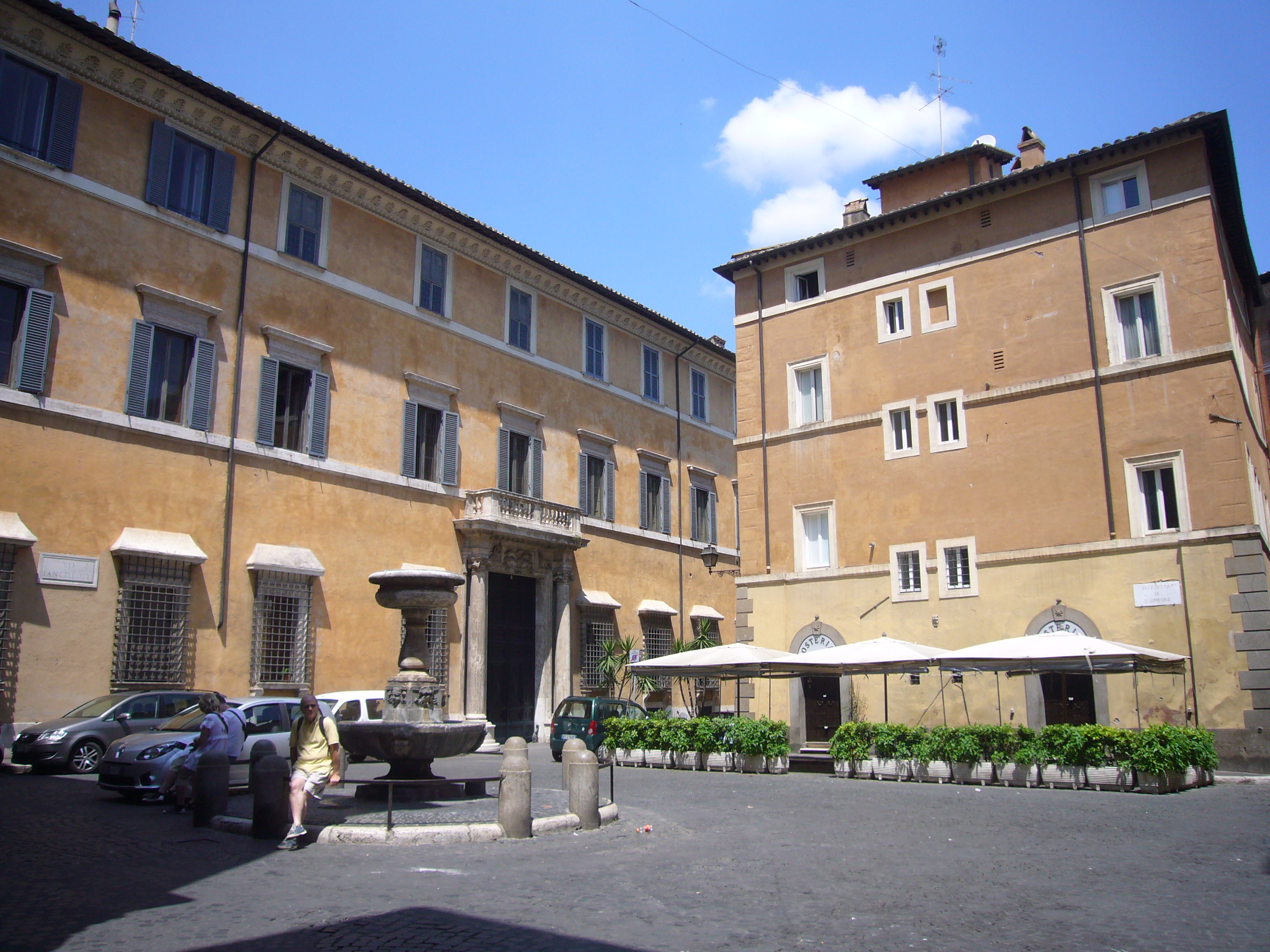
Palazzo Lancellotti

## Storia

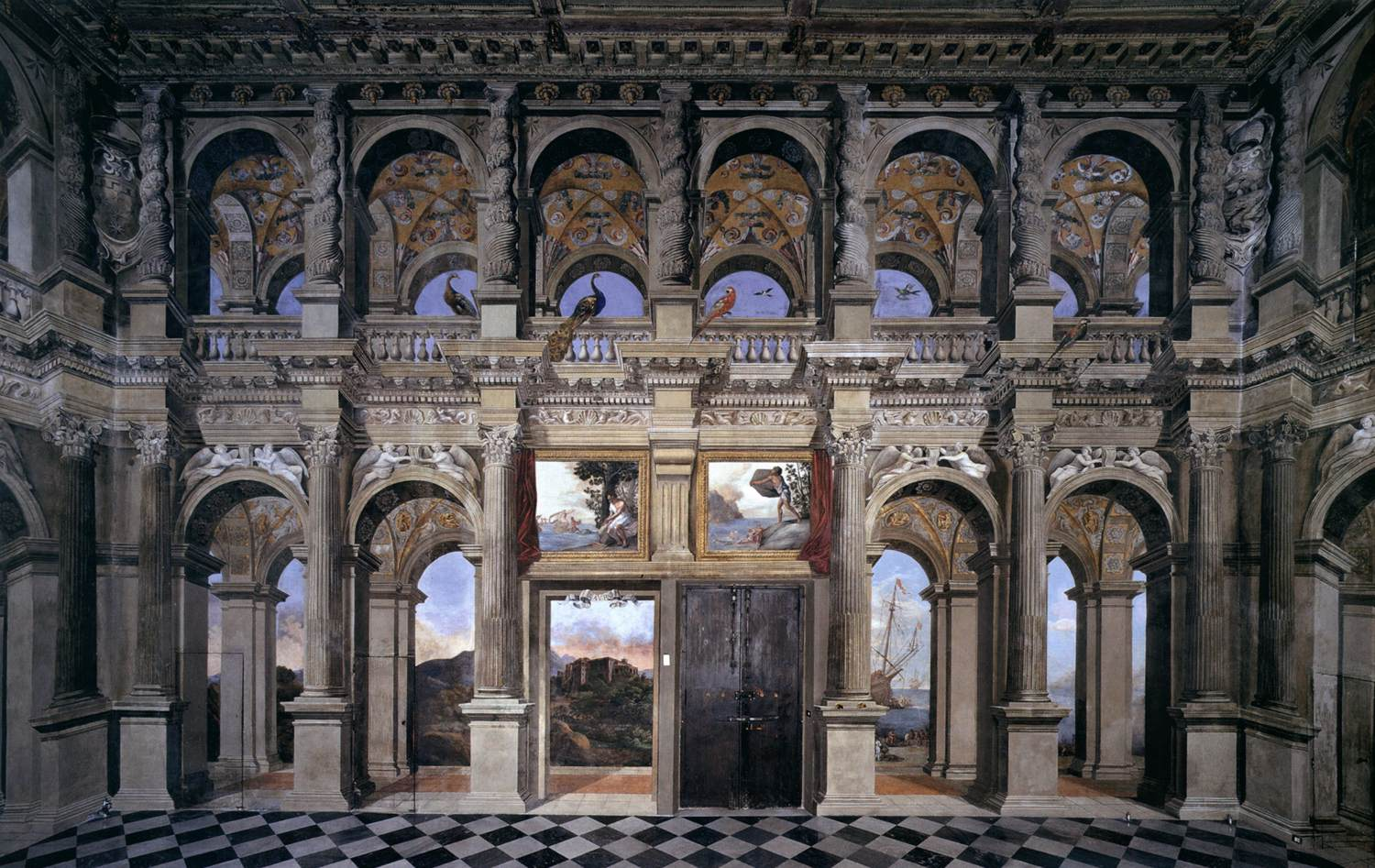
Sala dei Palafrenieri di Palazzo Lancellotti

La costruzione del Palazzo cominciò nel 1591 con la progettazione di Francesco da Volterra per il cardinale Scipione Lancellotti, ma venne completato per il cardinale Orazio Lancellotti da Carlo Maderno solo nel 1610. Tuttavia, gli affreschi del palazzo vennero ultimati in seguito, sotto la direzione di Agostino Tassi. La stanza più importante del Palazzo affrescata dal Tassi è la Sala dei Palafrenieri. Il portale venne fatto dal Domenichino.     
All'interno del palazzo fu istituita la prima sede del Circolo San Pietro, fondato nel 1869. Il 20 settembre 1870 i Principi Lancellotti, in segno di protesta contro "l'aggressione italiana agli Stati Pontifici", chiusero eloquentemente il portone del loro Palazzo e, in risposta a questo gesto, fu stampigliata in rosso sulla colonna sinistra la sigla V.V.E. (Viva Vittorio Emanuele), ben visibile ancora oggi.